# Emgann
Emgann (bretó lluita) és un partit polític bretó fundat el 1981 com a secció política del Front d'Alliberament de Bretanya, partidari de la recuperació dels furs bretons anteriors al 1532, de la lluita de classes i l'europeisme. Darrerament ha tingut contactes amb Herri Batasuna i Sinn Féin. Potser té uns 200 militants i se'l considera braç polític del nou ARB. El seu portaveu és Fañch Oger.